# آن بروكمان
آن بروكمان (بالإنجليزية: Ann Brockman)‏ هي رسامة أمريكية، ولدت في 6 نوفمبر 1899 في ألاميدا في الولايات المتحدة، وتوفيت في 29 مارس 1943 في نيويورك في الولايات المتحدة.